# (674546) 2015 PF312
(674546) 2015 PF312 est un objet transneptunien de magnitude absolue 6,23 faisant partie des cubewanos. Son diamètre serait d'environ 260 km. 